# Zamach na kasyno przy alei Szucha

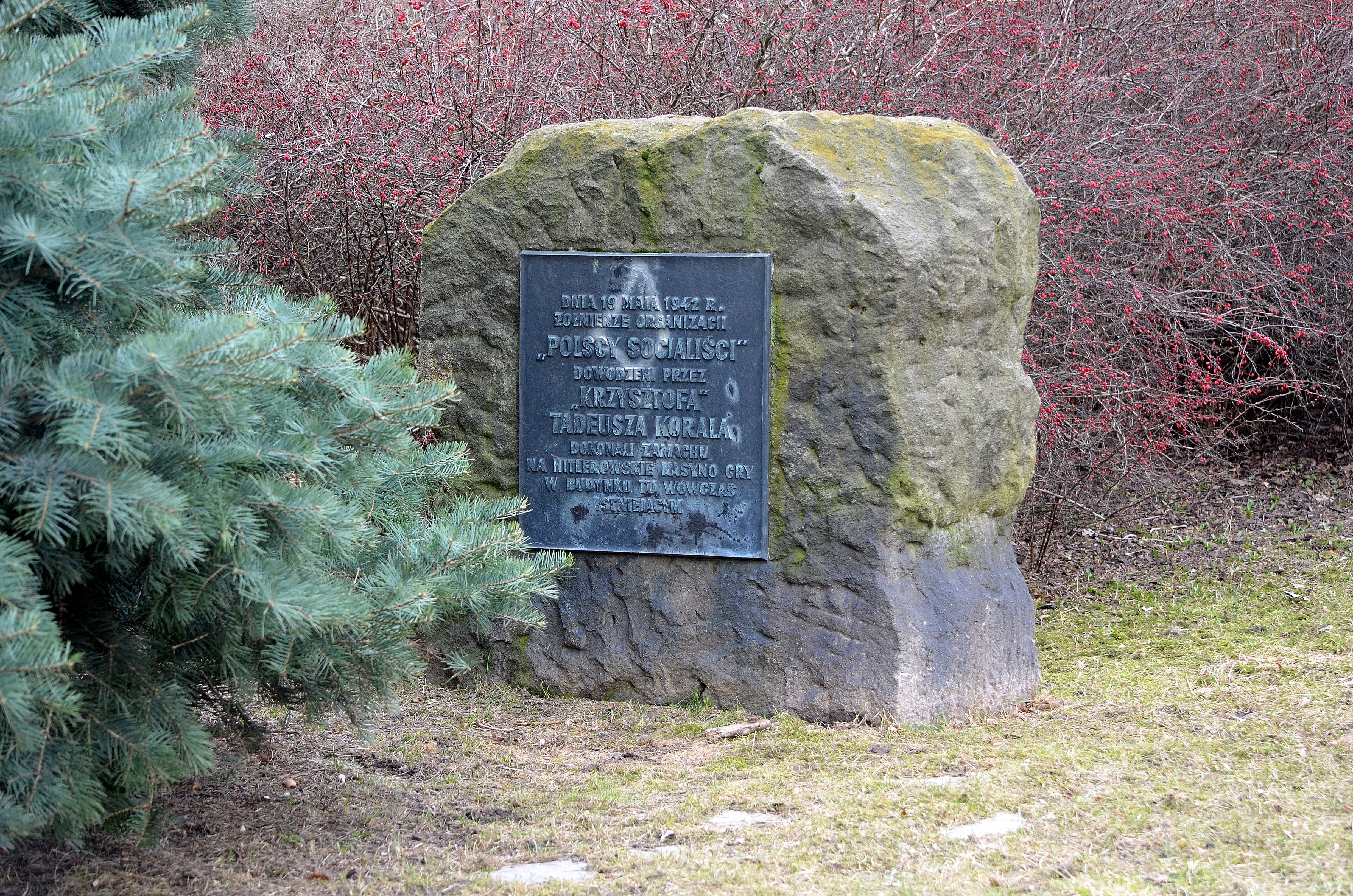
Kamień pamiątkowy ustawiony w 1974 w miejscu kasyna

Zamach na kasyno przy alei Szucha – akcja Polskich Socjalistów przeprowadzona 19 maja 1942 w okupowanej Warszawie. Była skierowana przeciwko środowiskom kolaborującym z Niemcami.
Zamach przeprowadzili szef Wydziału Sabotażu Polskich Socjalistów Tadeusz Koral Krzysztof oraz Halina Karin-Dębnicka.

## Opis
Znajdujące się w dzielnicy policyjnej dawne oficerskie kasyno garnizonowe przy alei J.Ch. Szucha 29 było lokalem przeznaczonym dla Polaków, ale prowadzonym przez Niemców od października 1940 roku. Celem zamachu było ukaranie przedstawicieli środowisk kolaborujących z Niemcami.
Dnia 19 maja 1942 roku wykonawcy zamachu dostali się legalnie na teren kasyna. Usiedli przy stoliku i zamówili kolację. W tym czasie umieścili bombę (ukrytą w damskiej torebce) za kotarą i opuścili lokal. Bomba wybuchła, raniąc kilku klientów kasyna.
Akcję upamiętniono w latach 50. tablicą umieszczoną na budynku kasyna. Został on zburzony w 1968 w związku z budową Trasy Łazienkowskiej. W jego miejscu w 1974 ustawiono kamień pamiątkowy.